# Nonatriacontane
Le nonatriacontane est un alcane linéaire de formule brute C39H80 et de formule semi-développée CH3-(CH2)37-CH3.